# Astrid Mania
Astrid Mania (* 1965 in Aachen) ist eine deutsche Kunsthistorikerin, Kunstkritikerin, Autorin und Übersetzerin. Seit 2017 lehrt sie als Professorin für Kunstkritik und Kunstgeschichte der Moderne an der Hochschule für bildende Künste Hamburg.

## Leben
Astrid Mania wuchs in Aachen auf und studierte Kunstgeschichte, Baugeschichte und Philosophie. Sie promovierte 1997 an der RWTH Aachen zum Dr. phil. mit einer Dissertation über das Künstlerduo Vitaly Komar und Alex Melamid.
Nach dem Studium war Astrid Mania unter anderem als Kunsthistorikerin für die Galerie Barbara Thumm in Berlin tätig. Von 2003 bis 2008 arbeitete sie hauptsächlich als freiberufliche Kuratorin und Autorin. Sie organisierte Ausstellungsprojekte in Europa und Neuseeland. Dabei engagierte sie sich insbesondere für Künstler, die Themen aus der Geschichte der Philosophie und Naturwissenschaften aufgriffen. Unter anderem kuratierte sie 2007 im Rahmen der Reihe Ortsbegehung für den Neuen Berliner Kunstverein die katalogbegleitete Ausstellung Ein Produkt des freien Willens mit Werken von David Hatcher, Michael Müller und Christine Würmell. 2009 war sie Kuratorin der ersten institutionellen Einzelausstellung von Tamar Guimarães im Tiroler Kunstpavillon. 2010 agierte sie als Co-Kuratorin der Schau Das Barranquilla Prinzip, die Teil eines deutsch-französischen Kooperationsprojekts war. Dabei wurden in der Synagoge in Delme Arbeiten von Hatcher, Javier Téllez und Joëlle de La Casinière gezeigt.
Daneben war Astrid Mania 2004/2005 als Gastkuratorin und -tutorin im Kurs „Curating Contemporary Art“ am Royal College of Art tätig. 2006 bis 2008 hatte sie einen Lehrauftrag „Ästhetik und Museumsmanagement“ am Fachbereich Kulturmanagement der FH Gelsenkirchen inne. Von 2008 bis 2010 war sie Redakteurin des deutschsprachigen artnet-Magazins.
2013 bis 2015 übernahm Astrid Mania eine Gastprofessur an der Kunstakademie Münster im Fachbereich Kunst und Öffentlichkeit. Später war sie Lehrbeauftragte u. a. an der Universität der Künste Berlin und der Hochschule für Grafik und Buchkunst Leipzig. Seit Sommersemester 2017 hat sie die neu eingerichtete Professur für Kunstkritik und Kunstgeschichte der Moderne an der HFBK Hamburg inne. Dort lehrt sie auf Deutsch bzw. Englisch und ist insbesondere für die internationalen Studenten und Studenten im Grundjahr zuständig. Sie hat an der HFBK Hamburg den Podcast "An Artwork a Day" initiiert und betreibt weiterhin mit Studierenden den Podcast "Mute/Unmute". Sie ist außerdem Mitglied der Niedersächsischen Kunstkommission, die das Niedersächsische Ministerium für Wissenschaft und Kultur im Bereich der Künstlerförderung berät.
Astrid Mania publiziert zur Kunst der Moderne und Gegenwart, zur Geschichte der Kunstkritik und zum Kunstmarkt. Im Jahr 2007 gab sie das Künstlerbuch „I Don’t Must“ heraus, mit dialogischen Beiträgen von u. a. Ron Athey, Sven Beckstette, Mark McCloud, Joëlle de La Casinière, Kianga Ford, Emily Roysdon, Rüdiger Schlömer, Wilhelm Schürmann und John Welchman. 2019 gab sie, gemeinsam mit Thomas Fischer, die gesammelten Texte der fiktiven Kunstkritikerin Mary Josephson heraus, ein Alter Ego von Brian O’Doherty, unter dem Titel "A Mental Masquerade: When Brian O’Doherty was a female art critic. Mary Josephson's collected writings" (Leipzig: Spector Books 2019).
Sie schreibt unter anderem Beiträge für das Feuilleton der Süddeutschen Zeitung, für Texte zur Kunst und das Artforum International. Sie ist ehrenamtliche Chefredakteurin der 2018 gegründeten Berliner Straßenzeitung Karuna Kompass. Von 2008 bis 2016 übersetzte sie Belletristik aus dem Englischen bzw. Amerikanischen, unter anderem für den btb Verlag.
2013 wurde Astrid Mania mit dem ADKV – Art Cologne Preis für Kunstkritik ausgezeichnet. Laudator Georg Imdahl betonte ihre „zielsichere Auswahl der Themen“, eine „stringente Argumentation“ sowie ihre erkennbare Haltung, „dass Kunst Stellung beziehen soll“.

## Publikationen (Auswahl)

### Eigene Schriften, Aufsätze und Herausgeberschaften
- Komar & Melamid: Nostalgic Socialist Realism Series. Vom Umgang mit historischem Material. Dissertation, 1997.
- Zur Rezeption des Platonischen Höhlengleichnisses in der zeitgenössischen Kunst. In: Jürgen Villers (Hrsg.): Antike und Gegenwart: Festschrift für Matthias Gatzemeier. Königshausen und Neumann, Würzburg 2003, ISBN 3-8260-2406-0, S. 25f.
- The sky's the limit: Fiona Banner. Kunstverein Langenhagen, 2003, ISBN 978-3-00-012492-1.
- Ein Produkt des freien Willens: David Hatcher, Michael Müller, Christine Würmell. Neuer Berliner Kunstverein, Berlin 2007.
- I Don't Must. Revolver, Archiv für Aktuelle Kunst, Berlin 2007, ISBN 978-3-86588-454-1.
- mit Eva Kraus, Thomas Heyden, Walter Grasskamp: Joachim Bandau, frühe Skulpturen 1967–1974. Neues Museum – Staatliches Museum für Kunst und Design Nürnberg. Verlag für Moderne Kunst, Wien 2016, ISBN 978-3-903131-85-9.
- mit Bettina Uppenkamp: Betwixt & Between: Antrittsvorlesungen, gehalten am 24. Mai 2018 an der Hochschule für Bildende Künste. Hamburg. material-Verlag – HFBK, Hamburg 2020, ISBN	978-3-944954-55-4.
- mit Thomas Fischer: A Mental Masquerade: When Brian O’Doherty was a female art critic. Mary Josephson's collected writings, Leipzig 2019, ISBN 978-3-95905-227-6
- Flucht ins Pseudonym: Die fiktiven Kunstkritikerinnen Mary Josephson und Annika Bender im Kontext der Kunstkritik ihrer Zeit. In: Stephanie Marchal, Andreas Zeising, Andreas Degner (Hrsg.): Kunstschriftstellerei: Konturen einer kunstkritischen Praxis. edition metzel, München 2020, ISBN 978-3-88960-182-7, S. 503f.

### Übersetzungen
- Sue Monk Kidd: Die Bienenhüterin. btb, München 2008, ISBN 978-3-442-73887-8.
- Alicia Erian: Unverblümt. Luchterhand Literaturverlag, München 2009, ISBN 978-3-630-62164-7.
- Sue Monk Kidd: Die Meerfrau. btb, München 2008, ISBN 978-3-442-74107-6.
- Diana Evans: Als würde ich fliegen. btb, München 2012, ISBN 978-3-442-74310-0.
- Trisha Ashley: Schokoladenzauber. Goldmann Verlag, München 2012, ISBN 978-3-442-47531-5.
- Ami McKay: Der verbotene Garten. btb, München 2013, ISBN 	978-3-442-74532-6.
- Jill Sooley: Liebe Schwester. btb, München 2014, ISBN 978-3-442-74366-7.
- Monica McInerney: Das Schönste kommt zum Schluss. Goldmann, München 2015, ISBN 978-3-442-48362-4.
- Sue Monk Kidd: Die Erfindung der Flügel. btb, München 2015, ISBN 978-3-442-75485-4.
- Tiffany Baker: Die vergessene Tochter. btb, München 2015, ISBN 978-3-442-74830-3.
- Sarah Hilary:  Herzenskalt. btb, München 2015, ISBN 978-3-641-15571-1.
- Emylia Hall: Als würde ich fliegen. btb, München 2017, ISBN 978-3-442-71466-7.
- Jamie Brenner:  Die Hochzeitsschwestern. Goldmann Verlag, München 2017, ISBN 978-3-641-20567-6.
- Lucy Clarke: Die Landkarte der Liebe. Piper, München 2017, ISBN 978-3-492-31100-7.
- Julianna Baggott: Harriet Wolfs siebtes Buch der Wunder. btb, München 2018, ISBN 978-3-442-71672-2.
- Rowan Hisayo Buchanan: In ihrer Erinnerung war Japan eine Mischung aus Rosa und Grün. btb, München 2018, ISBN 978-3-442-71673-9.